# Ska punk

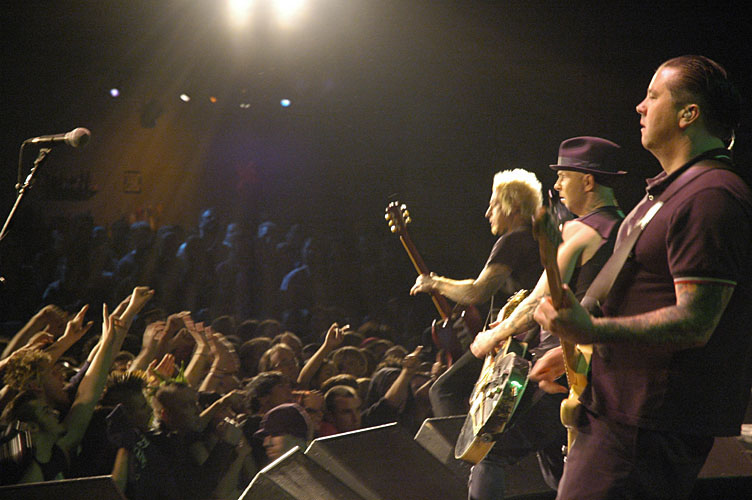
Rancid al Warfield de San Francisco

El ska-punk és la fusió dels dos gèneres musicals ska i punk. Les primeres combinacions d'aquests dos estils va tenir lloc a finals dels 70 quan el revolucionari contingut líric del punk va portar a una natural combinació amb el reggae i amb altres estils de música similars del Carib.
L'estil alegre i divertit de l'ska amb trompetes i amb una rapidesa més pròpia del punk podrien apropar-nos a una idea d'aquest sub-estil.
L'ska-punk pot ser confós amb l'ska de tercera onada. Aquest afegeix més guitarres elèctriques traient un saxofon i ocupa menys l'òrgan elèctric.
Podria considerar-se com iniciadors d'aquesta escola de ska punk a The Clash, el grup punk anglès que fusionar ritmes jamaicans, com rocksteady, reggae i dub, sobretot en London Calling, disc aparegut el 1979 (excel·lent exemple és la cançó «Wrong'em Boyo»). Una altra banda reconeguda per molts com la pionera va ser Operation Ivy, que va combinar el hardcore i el punk de la vella escola amb un ritme molt més ràpid de ska en moltes de les seves cançons.

## Grups de ska-punk
- Al Resto
- La Mojiganga
- inadapta-2
- Sekta Core!
- Skalariak
- Skaparàpid
- Obrint Pas
- La Gossa Sorda
- Potshot
- The Locos
- Kortatu
- Sagarroi
- Operation Ivy
- Banda Bassotti
- Oveja Negra
- Rancid
- Oferta especial
- Mas Quejas
- Sublime
- Wdk
- NOFX
- Less Than Jake
- Oveja Negra
- Turbopotamos
- Goldfinger
- Los Rabanes
- Asesinos Cereales
- Circo manivela
- Cachivaches
- Loz Fabulozoz Burrroz Zonickoz
- Streetlight Manifiesto
- Cirko Kandela
- Diagonal 18
- Sondaschule
- Los Padrinos
- Psicosis
- Doctor Krápula
- Ska-P
- Roxkska
- Mad Caddies
- Catch 22